# Kuwayuhan
Kuwayuhan is een bestuurslaag in het regentschap Kebumen van de provincie Midden-Java, Indonesië. Kuwayuhan telt 6184 inwoners (volkstelling 2010).